# Lougba
Lougba ist ein Ort und ein Arrondissement im Departement Collines im westafrikanischen Staat Benin. Es ist eine Verwaltungseinheit, die der Gerichtsbarkeit der Kommune Bantè untersteht.

## Demografie und Verwaltung
Gemäß der Volkszählung 2013 des beninischen Statistikamtes INSAE hatte das Arrondissement 8380 Einwohner, davon waren 4090 männlich und 4290 weiblich.
Von den 49 Dörfern und Quartieren der Kommune Bantè entfallen vier auf Lougba: Agongni, Alétan, Gotcha und Kotakpa.